# Malaui en los Juegos Olímpicos de Atlanta 1996
Malaui estuvo representado en los Juegos Olímpicos de Atlanta 1996 por dos deportistas masculinos que compitieron en atletismo.
El portador de la bandera en la ceremonia de apertura fue el atleta John Mwathiwa. El equipo olímpico malauí no obtuvo ninguna medalla en estos Juegos.